# La campanada
La campanada és una pel·lícula dramàtica espanyola dirigida per Jaime Camino, coautor del guió amb Roman Gubern, i interpretada per Juan Luis Galiardo, Fiorella Faltoyano i Ovidi Montllor en la que fa un eloqüent retrat del buit i l'estrès de la vida moderna i una crítica al sistema social. Fou estrenada l'1 d'abril de 1980.

## Sinopsi
Ambros és director d'una agència de publicitat força ocupat que mai té temps per a estar amb la seva família. Un dia, en sortir amb Enrique, un company de l'oficina, veu com aquest sofreix un infart del qual ja no es recupera. Llavors Ambros, cansat de portar una vida buida, decideix deixar-ho tot. Però la seva dona Cecilia, amb la que té tres fills, no està disposada a iniciar amb ell una nova vida, ja que no li ofereix alternatives econòmiques si deixa la feina.

## Repartiment
- Juan Luis Galiardo... 	Ambros
- Fiorella Faltoyano... 	Cecilia
- Ovidi Montllor... 	Ullóa
- Fermí Reixach... 	Enrique
- Martí Galindo... 	Silvestre
- Josep Maria Loperena... 	Advocat
- Luis Iriondo ... 	Pepe
- María Asquerino... Senyora del bar
- Ismael Merlo 	... 	Pare
- Agustín González... 	Comprador
- María Luisa Ponte... Compradora
- Biel Moll... 	Psiquiatra

## Recepció
Fou exhibida a la secció de Nous Realitzadors del Festival Internacional de Cinema de Sant Sebastià 1980.